# قلات (نقدة)
قلات هي قرية في مقاطعة نقدة، إيران. يقدر عدد سكانها بـ 144 نسمة بحسب إحصاء 2016.